# Francisco Yeste

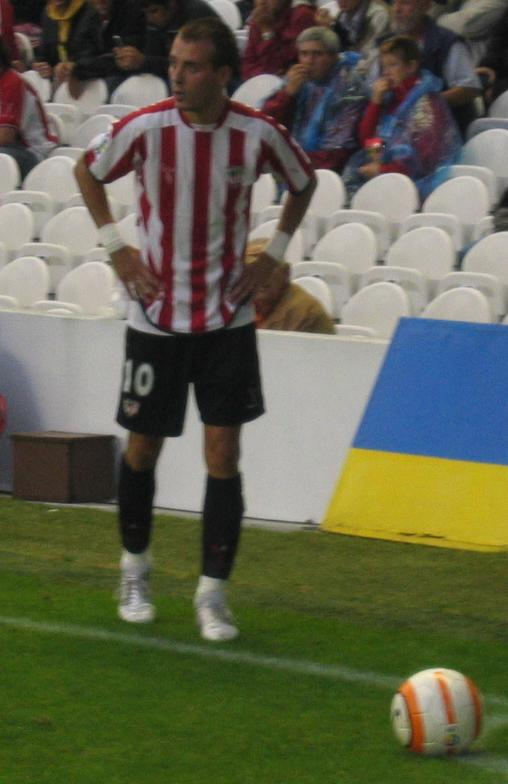
Francisco Yeste

Francisco Javier Yeste Navarro (Bilbao, 6 december 1979) is een Spaans profvoetballer. Hij speelt sinds 2011 als offensieve flankmiddenvelder bij Olympiakos Piraeus.

## Clubvoetbal
Yeste is afkomstig uit de cantera van Athletic de Bilbao en tussen 1992 en 1997 doorliep hij de verschillende jeugdelftallen. Na een jaar bij CD Baskonia, een club waarmee Athletic de Bilbao nauw samenwerkt, in het seizoen 1997/1998 kwam Yeste in 1988 bij Bilbao Athletic, het tweede elftal van de club. Van 1999 tot 2010 behoorde hij tot de A-selectie van de Baskische club. In dat jaar trok Yeste namelijk naar de Verenigde Arabische Emiraten waar hij een contract tekende bij Al-Wasl Club. Een jaar later keerde hij terug naar Europa waar hij ging voetballen bij het Griekse Olympiakos Piraeus.

### Statistieken
| seizoen    | club               | land                         | competitie       | wed. | goals |
| ---------- | ------------------ | ---------------------------- | ---------------- | ---- | ----- |
| 1999/00    | Athletic de Bilbao | Spanje                       | Primera División | 8    | 0     |
| 2000/01    | Athletic de Bilbao | Spanje                       | Primera División | 34   | 6     |
| 2001/02    | Athletic de Bilbao | Spanje                       | Primera División | 22   | 2     |
| 2002/03    | Athletic de Bilbao | Spanje                       | Primera División | 27   | 6     |
| 2003/04    | Athletic de Bilbao | Spanje                       | Primera División | 30   | 11    |
| 2004/05    | Athletic de Bilbao | Spanje                       | Primera División | 27   | 8     |
| 2005/06    | Athletic de Bilbao | Spanje                       | Primera División | 35   | 4     |
| 2006/07    | Athletic de Bilbao | Spanje                       | Primera División | 38   | 5     |
| 2007/08    | Athletic de Bilbao | Spanje                       | Primera División | 24   | 3     |
| 2008/09    | Athletic de Bilbao | Spanje                       | Primera División | 28   | 3     |
| 2009/10    | Athletic de Bilbao | Spanje                       | Primera División | 22   | 2     |
| 2010/11    | Al-Wasl Club       | Verenigde Arabische Emiraten | UAE League       | 21   | 9     |
| 2011/12    | Olympiakos Piraeus | Griekenland                  | Super League     | 0    | 0     |
| Bijgewerkt | 28-08-2011         |                              |                  |      |       |

## Nationaal elftal
Yeste werd in 1999 met Spanje wereldkampioen in Nigeria op het WK Onder-20. Zijn debuut voor het Spaans nationaal elftal maakte hij nog niet, hoewel bondscoach Luis Aragonés hem in 2004 wel eenmaal selecteerde. Yeste kwam destijds echter niet tot spelen. De middenvelder kwam wel al meerdere malen uit voor het Baskisch elftal.